# Władysław I. (Płock)

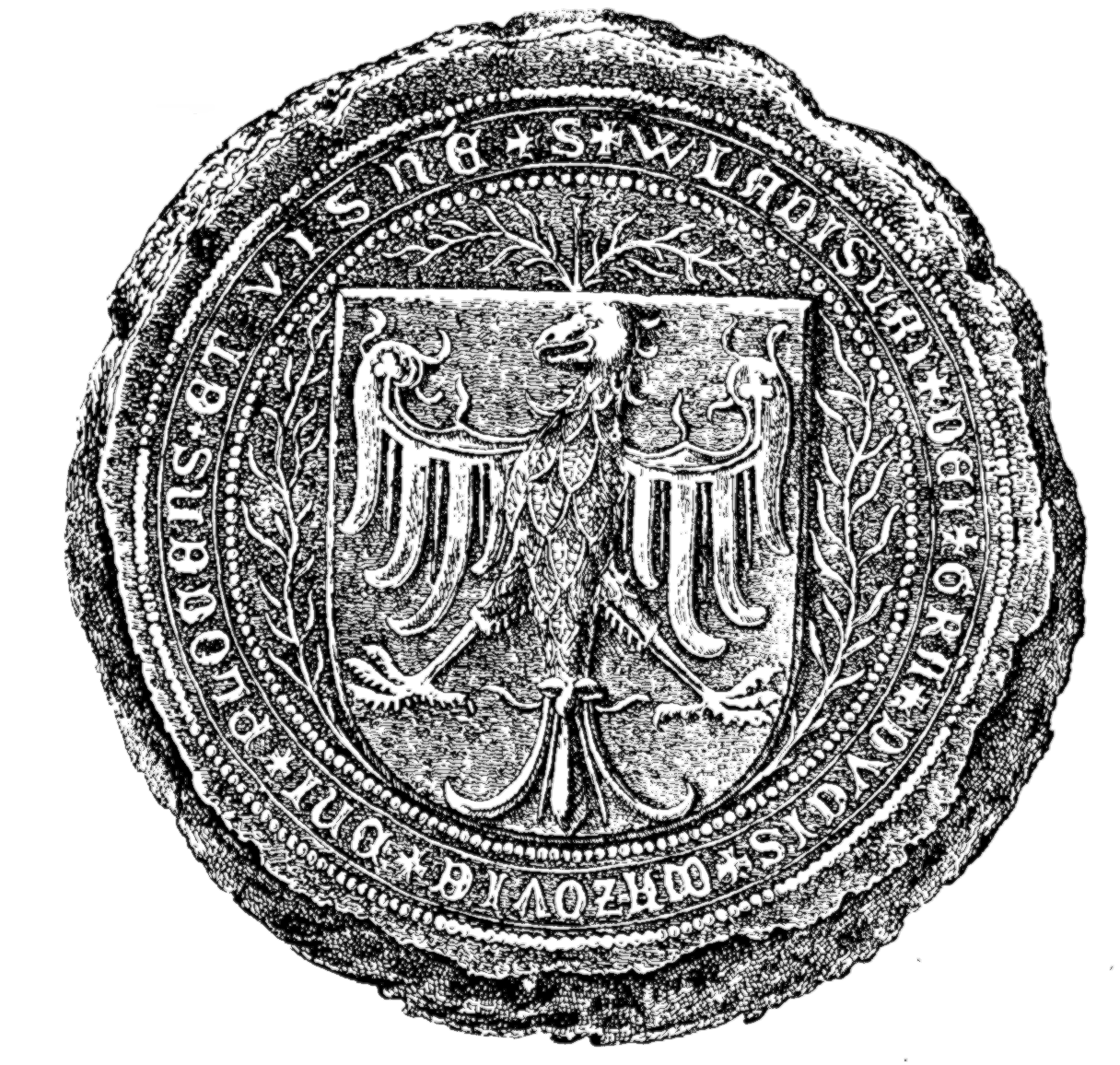
Siegel des Władysław I.

Władysław I. (polnisch Władysław I.; * zwischen 1398 und 1411; † 11. Dezember 1455) war ein Herzog in Masowien, ab 1426 Fürst von Rawa, Płock, Sochaczew, Gostynin, Płońsk, Wizna und Bels. Nach dem Ausgleich mit seinen Brüdern Siemowit V. und Kazimierz II. von 1434 Fürst von Płock, Płońsk, Wizna und Zawkrze, ab 1442 wieder von ganz Masowien mit Ausnahme von Gostynin.

## Leben
Władysław war der vierte Sohn von Herzog Siemowit IV. († 1426) und der litauischen Prinzessin Alexandra von Litauen, der Schwester des polnischen Königs Władysław II. Jagiełło. Ab 1420 wurde er in die Regierungsgeschäfte in Masowien eingeführt. Nach dem Tod seines Vaters trat er zusammen mit seinen Brüdern 1426 das Erbe in Masowien an. Zusammen mit seinen Brüdern leistete er erst 1426 König Władysław II. Jagiełło den Lehenseid in Sandomir. Anders als seine Brüder nahm er jedoch nicht an den Krönungsfeierlichkeiten Władysławs III. in Krakau 1434 teil. Im selben Jahr teilte er mit seinen Brüdern Masowien auf und behielt Płock, Płońsk, Wizna und Zawkrze. Seit den 1430er Jahren unterstützte er die antihusitische Politik von Kardinal Zbigniew Oleśnicki. Im Jahr 1442 beerbte er seine kinderlosen Brüder, die innerhalb weniger Monate verstarben. Ab 1447 geriet er in Konflikt mit dem neuen polnischen König Kasimir IV. Andreas, den erst Kaiser Friedrich III., der Neffe von Władysław, schlichtete. 1450 stellte Władysław ein Kontingent für den polnischen Feldzug in Moldau. Im Dreizehnjährigen Krieg blieb er jedoch neutral und versuchte zu vermitteln. Er verstarb 1455 bei Sochaczew.

## Ehe und Familie
Herzog Władysław heiratete 1442 Anna von Oels, der Tochter von Konrad V. von Oels. Aus der Ehe gingen die Söhne Siemowit VI. und Władysław II. hervor. Nach seinem Tod wurde er in der Kathedrale von Płock bestattet. Die Regentschaft für seine minderjährigen Söhne übernahm seine Ehefrau und der Płocker Bischof Paweł Giżycki.